# Uniejów
Uniejów é um município da Polônia, na voivodia de Łódź e no condado de Poddębice. Estende-se por uma área de 12,23 km², com 3 010 habitantes, segundo os censos de 2016, com uma densidade de 246,1 hab/km².